# Championnats du monde de triathlon 1999
Les Championnats du monde de triathlon 1999 présentent les résultats des championnats mondiaux de Triathlon en 1999 organisés par la fédération internationale de triathlon.
Ces 11e championnats se sont déroulés à Montréal au Canada le 12 septembre 1999.

## Résultats

### Élite

#### Hommes
| Rang   | Athlète         | Nationalité | Natation    | T1   | Vélo        | T2   | Course à pied | Temps           |
| ------ | --------------- | ----------- | ----------- | ---- | ----------- | ---- | ------------- | --------------- |
| Or     | Dmitriy Gaag    | Kazakhstan  | 18 min 27 s | 36 s | 54 min 27 s | 31 s | 31 min 27 s   | 1 h 45 min 25 s |
| Argent | Simon Lessing   | Royaume-Uni | 18 min 07 s | 37 s | 54 min 46 s | 32 s | 31 min 31 s   | 1 h 45 min 31 s |
| Bronze | Miles Stewart   | Australie   | 18 min 15 s | 36 s | 54 min 35 s | 29 s | 31 min 54 s   | 1 h 45 min 47 s |
| 4      | Andrew Johns    | Royaume-Uni | 18 min 23 s | 32 s | 54 min 29 s | 31 s | 31 min 59 s   | 1 h 45 min 56 s |
| 5      | Martin Krňávek  | Tchéquie    | 18 min 05 s | 41 s | 54 min 45 s | 34 s | 31 min 53 s   | 1 h 45 min 58 s |
| 6      | Reto Hug        | Suisse      | 18 min 38 s | 34 s | 54 min 13 s | 26 s | 32 min 11 s   | 1 h 46 min 02 s |
| 7      | Simon Whitfield | Canada      | 18 min 37 s | 34 s | 54 min 22 s | 29 s | 32 min 02 s   | 1 h 46 min 02 s |
| 8      | Hunter Kemper   | États-Unis  | 18 min 10 s | 34 s | 54 min 46 s | 29 s | 32 min 05 s   | 1 h 46 min 03 s |
| 9      | Filip Ospaly    | Tchéquie    | 18 min 09 s | 39 s | 54 min 43 s | 34 s | 32 min 00 s   | 1 h 46 min 06 s |
| 10     | Markus Keller   | Suisse      | 18 min 26 s | 39 s | 54 min 25 s | 29 s | 32 min 10 s   | 1 h 46 min 08 s |

#### Femmes
| Rang   | Athlète            | Nationalité | Natation    | T1   | Vélo        | T2   | Course à pied | Temps           |
| ------ | ------------------ | ----------- | ----------- | ---- | ----------- | ---- | ------------- | --------------- |
| Or     | Loretta Harrop     | Australie   | 18 min 37 s | 36 s | 59 min 00 s | 34 s | 36 min 43 s   | 1 h 55 min 28 s |
| Argent | Jackie Gallagher   | Australie   | 19 min 51 s | 36 s | 59 min 10 s | 34 s | 35 min 48 s   | 1 h 56 min 00 s |
| Bronze | Emma Carney        | Australie   | 20 min 00 s | 37 s | 59 min 04 s | 32 s | 36 min 08 s   | 1 h 56 min 19 s |
| 4      | Michellie Jones    | Australie   | 19 min 49 s | 36 s | 59 min 11 s | 34 s | 36 min 08 s   | 1 h 56 min 19 s |
| 5      | Joanne King        | Australie   | 19 min 53 s | 41 s | 59 min 05 s | 34 s | 36 min 23 s   | 1 h 56 min 35 s |
| 6      | Sian Brice         | Royaume-Uni | 19 min 50 s | 37 s | 59 min 07 s | 36 s | 36 min 43 s   | 1 h 56 min 52 s |
| 7      | Jennifer Gutiérrez | États-Unis  | 18 min 39 s | 39 s | 58 min 56 s | 36 s | 38 min 16 s   | 1 h 57 min 05 s |
| 8      | Mariana Ohata      | Brésil      | 19 min 16 s | 39 s | 59 min 37 s | 31 s | 37 min 18 s   | 1 h 57 min 21 s |
| 9      | Barbara Lindquist  | États-Unis  | 18 min 36 s | 39 s | 58 min 58 s | 32 s | 38 min 38 s   | 1 h 57 min 24 s |
| 10     | Mieke Suys         | Belgique    | 19 min 55 s | 39 s | 59 min 01 s | 36 s | 37 min 19 s   | 1 h 57 min 27 s |

### Junior

#### Hommes
| Rang   | Athlète           | Nationalité      | Natation    | T1   | Vélo        | T2   | Course à pied | Temps           |
| ------ | ----------------- | ---------------- | ----------- | ---- | ----------- | ---- | ------------- | --------------- |
| Or     | Courtney Atkinson | Australie        | 18 min 00 s | 34 s | 56 min 06 s | 26 s | 33 min 58 s   | 1 h 49 min 04 s |
| Argent | Christian Weimer  | Allemagne        | 18 min 04 s | 34 s | 56 min 01 s | 27 s | 34 min 17 s   | 1 h 49 min 24 s |
| Bronze | Ivan Rana         | Espagne          | 18 min 41 s | 36 s | 56 min 25 s | 27 s | 33 min 31 s   | 1 h 49 min 40 s |
| 4      | Stuart Hayes      | Royaume-Uni      | 18 min 03 s | 32 s | 56 min 05 s | 29 s | 34 min 48 s   | 1 h 49 min 57 s |
| 5      | Frédéric Belaubre | France           | 18 min 02 s | 36 s | 07 min 07 s | 31 s | 33 min 48 s   | 1 h 50 min 03 s |
| 6      | Nathan Richmond   | Nouvelle-Zélande | 17 min 59 s | 37 s | 56 min 05 s | 27 s | 35 min 56 s   | 1 h 51 min 05 s |
| 7      | János Szabó       | Hongrie          | 19 min 02 s | 39 s | 56 min 09 s | 31 s | 34 min 47 s   | 1 h 51 min 06 s |
| 8      | Leigh Chapman     | Australie        | 18 min 48 s | ?    | 56 min 17 s | ?    | 34 min 51 s   | 1 h 51 min 06 s |
| 9      | Jacob Newell      | Australie        | 18 min 11 s | 34 s | 55 min 58 s | 29 s | 35 min 57 s   | 1 h 51 min 07 s |
| 10     | David Clark       | Australie        | 18 min 08 s | 36 s | 56 min 00 s | 26 s | 36 min 05 s   | 1 h 51 min 12 s |

#### Femmes
| Rang   | Athlète         | Nationalité | Temps           |
| ------ | --------------- | ----------- | --------------- |
| Or     | Anneliese Heard | Royaume-Uni | 2 h 03 min 03 s |
| Argent | Nicola Spirig   | Suisse      | 2 h 03 min 26 s |
| Bronze | Josie Loane     | Australie   | 2 h 04 min 05 s |
| 4      | Annabel Luxford | Australie   | 2 h 04 min 38 s |
| 5      | Delphine Py     | France      | 2 h 04 min 54 s |

## Tableau des médailles
| Rang  | Nation      | Or | Argent | Bronze | Total |
| ----- | ----------- | -- | ------ | ------ | ----- |
| 1     | Australie   | 2  | 1      | 3      | 6     |
| 2     | Royaume-Uni | 1  | 1      | 0      | 2     |
| 3     | Kazakhstan  | 1  | 0      | 0      | 1     |
| 4     | Allemagne   | 0  | 1      | 0      | 1     |
| -     | Suisse      | 0  | 1      | 0      | 1     |
| 6     | Espagne     | 0  | 0      | 1      | 1     |
| Total | Total       | 4  | 4      | 4      | 12    |